# Live at Cabaret Metro 10-5-88
Live at Cabaret Metro 10-5-88 er en liveudgivelse af Smashing Pumpkins. Den er optaget ved den første Smashing Pumpkins-koncert nogensinde d. 5. oktober 1988. Live-cd'en blev udgivet i forbindelse med bandets sidste koncert samme sted d. 2. december 2000.
Der blev lavet ca. 1200 eksemplarer af cd'en, og den blev udgivet via bandets eget pladeselskab, Constantinople. Den blev givet til de fans, der var med til bandets farvelkoncert i december 2000. Derefter blev koncerten lagt ud på internettet til fri downloadning. 
Selve koncerten er optaget 5. oktober 1988 i Cabaret Metro i Chicago, USA. Det var kvartettens første koncert sammen. Billy Corgan, James Iha og D'arcy Wretzky havde ganske vist spillede tre koncerter på mindre klubber med en trommemaskine, men da trommeslager Jimmy Chamberlin endelig tilsluttede sig bandet som det fjerde og sidste medlem, var det endelige band en realitet. 

## Spor
1. There It Goes
2. She
3. My Eternity
4. Under Your Spell
5. Bleed
6. Spiteface
7. Nothing and Everything

Alle sange er skrevet af Billy Corgan.